# 方若望
方若望（法語：Emmanuel-Jean-François Verrolles；1805年4月12日—1878年4月29日）是天主教法國籍主教及巴黎外方傳教會會士。曾任遼東滿州宗座代牧區宗座代牧（1838年-1878年）。

## 生平
方若望出生於1805年4月12日，在法蘭西第一帝國西南部新亞奎丹大區大西洋比利牛斯省。他是十兄弟中排行第六。1828年5月31日，方若望在23岁時晉鐸，且於1830年加入巴黎外方传教会，1831年，他被派遣經葡屬澳門前往滿清四川秘密传教及管理穆坪修院（今鄧池溝聖母領報堂）。
1838年，聖座從北京教區劃出滿洲與蒙古地區成立遼東宗座代牧區。同年12月11日，方若望在33岁時獲時任教宗額我略十六世出任成為遼東宗座代牧區首任宗座代牧。但是他於1840年1月30日才收到任命信件。同年8月20日，聖座把滿洲與蒙古地區教務分開，將遼東宗座代牧區一分為二，成立遼東滿洲宗座代牧區和蒙古宗座代牧區，他改出任遼東滿洲宗座代牧。同年11月8日，在山西太原由陝西山西宗座代牧艾若亞敬主教和陝西山西助理宗座代牧馮尚仁主教襄禮晉牧。
1841年5月2日，方若望抵達滿洲杨官堡，并巡视整个传教区，服務當地3,619名信徒。1844年11月18日，他為解決有關其宗座代牧區邊界問題啟程前往羅馬，並於1845年5月30日抵達。其後，他前往奧地利弗羅斯多夫拜訪流亡中的香波伯爵亨利，並返回法國康城探望家人，陪伴臨終的母親。他為了推動法國人支持及參與成為傳教士，走遍各地。其後，他更與法王路易-菲利普一世在杜樂麗宮共進午餐。1848年3月4日回到中國。
1849年，他再次前往羅馬解決其代牧區範圍的爭議，且在加埃塔獲得庇護九世接見。1854年，回到中國。他曾出席在1869年至1870年期間舉行的第一次梵蒂岡大公會議。
1878年4月29日，方若望主教因傷寒在清朝直隸省营子去世，享年73岁。